# خط عرض 41° جنوب
خط عرض 41° جنوب هي إحدى دوائر العرض الجغرافية، وهي دوائر وهمية تحيط بالكرة الأرضية، وموازية لخط الاستواء، وتتميز هذه الدائرة بأن الأراضي الواقعة عليها تنتمي للمنطقة المعتدلة الدفيئة.

## حول العالم
خط عرض 41° جنوب يبدأ من خط الزوال الأولي ويتجه شرقا ويمر عبر:
| الإحداثيات                           | البلد أو الإقليم أو البحر | ملاحظات                                                                                           |
| ------------------------------------ | ------------------------- | ------------------------------------------------------------------------------------------------- |
| 41°0′S 0°0′E / 41.000°S 0.000°E      | المحيط الأطلسي            |                                                                                                   |
| 41°0′S 20°0′E / 41.000°S 20.000°E    | المحيط الهندي             |                                                                                                   |
| 41°0′S 144°37′E / 41.000°S 144.617°E | أستراليا                  | تاسمانيا                                                                                          |
| 41°0′S 145°45′E / 41.000°S 145.750°E | باس (مضيق)                |                                                                                                   |
| 41°0′S 146°59′E / 41.000°S 146.983°E | أستراليا                  | تاسمانيا                                                                                          |
| 41°0′S 148°20′E / 41.000°S 148.333°E | المحيط الهادئ             | بحر تسمان                                                                                         |
| 41°0′S 172°6′E / 41.000°S 172.100°E  | نيوزيلندا                 | الجزيرة الجنوبية (نيوزيلندا)                                                                      |
| 41°0′S 173°0′E / 41.000°S 173.000°E  | Tasman Bay                |                                                                                                   |
| 41°0′S 173°45′E / 41.000°S 173.750°E | نيوزيلندا                 | الجزيرة الجنوبية (نيوزيلندا)                                                                      |
| 41°0′S 174°13′E / 41.000°S 174.217°E | كوك (مضيق)                |                                                                                                   |
| 41°0′S 174°56′E / 41.000°S 174.933°E | نيوزيلندا                 | الجزيرة الشمالية (نيوزيلندا)                                                                      |
| 41°0′S 176°7′E / 41.000°S 176.117°E  | المحيط الهادئ             |                                                                                                   |
| 41°0′S 73°56′W / 41.000°S 73.933°W   | تشيلي                     | إقليم لوس لاغوس – مرورا عبر بحيرة يانكيوي (في 41°0′S 72°50′W / 41.000°S 72.833°W)                 |
| 41°0′S 71°52′W / 41.000°S 71.867°W   | الأرجنتين                 | نيوكوين (محافظة) – مرورا عبر ناويلوابي (في 41°0′S 71°32′W / 41.000°S 71.533°W) ريو نيغرو (محافظة) |
| 41°0′S 65°11′W / 41.000°S 65.183°W   | المحيط الأطلسي            | خليج سن متياس [لغات أخرى]‏                                                                         |
| 41°0′S 64°14′W / 41.000°S 64.233°W   | الأرجنتين                 | ريو نيغرو (محافظة)                                                                                |
| 41°0′S 62°38′W / 41.000°S 62.633°W   | المحيط الأطلسي            |                                                                                                   |